# Hartwig Reimann
Hartwig Reimann (* 18. September 1938 in Riesenburg/Westpreußen) ist ein deutscher Kommunalpolitiker. Er gehört der SPD an, war Regierungsrat und ab 1970 Oberbürgermeister von Schwabach in Mittelfranken.

## Leben
Nach dem Besuch der Volksschule in Niedersachsen und dem Gymnasium in Hamburg (Abitur 1957) studierte er Rechts- und Staatswissenschaften in Berlin, Hamburg und Erlangen. 1958 wurde er Mitglied der Studentenverbindung CStV Uttenruthia Erlangen im SB.
Nach dem ersten (1961) und dem zweiten (1967) Staatsexamen wurde Reimann für drei Jahre Finanzassessor und Regierungsrat am bayerischen Staatsministerium der Finanzen.
1970 wurde er zum sozialdemokratischen Oberbürgermeister der Stadt Schwabach gewählt. Dieses Amt hatte er 38 Jahre lang inne. Reimann selbst sagt, er wäre damals ein „Verlegenheitskandidat“ gewesen, er selbst plante eine Karriere als Richter am Bundesverwaltungsgericht.
Von 1986 bis 1999 war Reimann Mitglied des Bayerischen Senats.
Er brach bislang zwei Rekorde: Er war bei Amtsantritt der jüngste Oberbürgermeister Deutschlands, nach dem Ausscheiden des Landshuter Oberbürgermeisters Josef Deimer Ende 2004 war er der dienstälteste Oberbürgermeister bis 2008.
Nachdem er bei der Oberbürgermeisterwahl im März 2008 nicht mehr antreten durfte, da er das zulässige Höchstalter überschritten hatte, schied er im Mai 2008 aus seinem Amt als Oberbürgermeister der Stadt Schwabach aus. Bei der gleichzeitig stattgefundenen Stadtratswahl wurde er jedoch vom letzten Platz (40) der SPD-Liste in den Stadtrat gewählt. 2014 wurde er erneut vom letzten Platz in den Stadtrat gewählt. 2018 legte er sein Stadtratsmandat nieder.

## Funktionen
Reimann war bzw. ist als Vorsitzender / Aufsichtsratsvorsitzender, stellvertretender Vorsitzender oder Mitglied folgender Einrichtungen tätig:
- Als Oberbürgermeister der Stadt Schwabach
  - Gemeinnützige Wohnungsbaugesellschaft mbH Schwabach (GeWoBau)
  - Stadtkrankenhaus der Stadt Schwabach GmbH
  - SC Aktiengesellschaft & Co. KG
  - SC Verwaltungs-AG
  - Stadtwerke Schwabach GmbH
  - Stadtverkehr Schwabach GmbH
  - Stadtbäder Schwabach GmbH
  - Schwabacher Abfallwirtschafts GmbH
  - Stadtstrukturgesellschaft Schwabach mbH mit Schwabacher Unternehmens-Gründerzentrum „Schwung“ GmbH
  - Diverse Ausschüsse des Stadtrates
- Auf kommunaler Ebene:
  - Stellvertretender Vorsitzender der Verbandsversammlung und des Verwaltungsrats der Sparkasse Mittelfranken-Süd
  - Vorstand der Freiwilligen Feuerwehr Stadt Schwabach
  - Erster Vorsitzender des Fördervereins für die Schwabacher Marionettenbühne
  - Stellvertretender Vorsitzender des Verkehrsvereins Schwabach
  - Beirat im Krankenhausförderverein Schwabach
  - Erster Vorstandsvorsitzender des Vereines Die Region Nürnberg e.V.
- Auf Landesebene:
  - Vorsitzender des Mittelfränkischen Bibliotheksverbandes
  - Vorsitzender des Bayerischen Bibliotheksverbandes (1977–2002)
  - Mitglied im Vorstand des Bayerischen Städtetages (seit 1980)
  - Vorsitzender des Umweltausschusses und des Bezirksverbandes Mittelfranken des Bayerischen Städtetages
  - Stellvertretendes Mitglied der Landessynode der evang.-luth. Kirche in Bayern
  - Mitglied des Bayerischen Senats (1986–1999)
  - Vorsitzender der Sozialdemokratischen Gemeinschaft für Kommunalpolitik in Bayern (1980–1999)

## Auszeichnungen
- Goldene Bürgermedaille der Stadt Schwabach
- Ehrenbürger der Stadt Schwabach
- Ehrenbürger der Stadt Les Sables-d’Olonne
- Bayerischer Verdienstorden
- Kommunale Verdienstmedaille des Freistaats Bayern in Gold
- Verfassungsmedaille des Freistaats Bayern in Silber
- Bundesverdienstkreuz Erster Klasse
- 1983: Bundesverdienstkreuz am Bande
- 2007: Bayerische Verfassungsmedaille in Gold